# 2910 Йошкар-Ола
2910 Йошкар-Ола (2910 Yoshkar-Ola) — астероїд головного поясу, відкритий 11 жовтня 1980 року.
Тіссеранів параметр щодо Юпітера — 3,646.
Названо на честь Йошкар-Оли (рос. Йошкар-Ола, від марій. йошкар — «червоний» і ола — «місто») — міста в центрі Волго-Вятського регіону Росії, столиця Республіки Марій Ел.